# Кудрин, Роман Степанович
Роман Степанович Кудрин (бел. Раман Сцяпанавіч Кудрын; 1916—2003) — капитан Рабоче-крестьянской Красной Армии, участник Великой Отечественной войны, Герой Советского Союза (1945).

## Биография
Роман Кудрин родился 24 июля 1916 года в деревне Заречье (ныне — Клинцовский район Брянской области). Окончил школу фабрично-заводского ученичества, после чего работал сначала на заводе, а позднее — счетоводом в колхозе. В 1937—1939 годах проходил службу в Рабоче-крестьянской Красной Армии. В 1941 году Кудрин повторно был призван в армию. С июля того же года — на фронтах Великой Отечественной войны. К марту 1945 года капитан Роман Кудрин командовал 1-м батальоном 82-го стрелкового полка, 33-й стрелковой дивизии 12-го гвардейского стрелкового корпуса, 3-й ударной армии, 1-го Белорусского фронта. Отличился во время освобождения Польши.
7 марта 1945 года батальон Кудрина обошёл город Голенюв и ворвался на его окраину. Ему удалось прорвать немецкую оборону, переправиться через реку Ина и отрезать пути отхода противнику. Действия Кудрина и его батальона способствовали успешному освобождению города. 15 апреля 1945 года батальон вновь совершил обходной манёвр вокруг города Лечин, гарнизон которого без сильного сопротивления был вынужден отступить. В тот день батальон прошёл 25 километров. 18 апреля Кудрин получил тяжёлое ранение, но продолжал сражаться.
Указом Президиума Верховного Совета СССР от 31 мая 1945 года за «умелое руководство в бою и проявленные при этом отвагу, мужество и героизм» капитан Роман Кудрин был удостоен высокого звания Героя Советского Союза с вручением ордена Ленина и медали «Золотая Звезда» за номером 6828.
За время войны Кудрин четырежды был ранен. После окончания войны он был уволен в запас. Проживал в посёлке Шарковщина Витебской области Белоруссии, находился на партийных должностях. Скончался 9 января 2003 года, похоронен в Шарковщине.

## Награды и звания
Был также награждён орденами Кутузова III степени, Александра Невского, Красной Звезды, рядом медалей.
15 апреля 1999 года Указом Президента Республики Беларусь был награждён Орденом «За службу Родине» III степени.

## Память
- Памятник на индивидуальной могиле в д. Ольховцы Шарковщинского района Витебской области[3]
- 3 июля 2016 года к 100-летнему юбилею Р. С. Кудрина в сквере на площади 1-е Мая в г. п. Шарковщина был установлен памятный знак.